# Chamín (lugar)
Chamín (en gallego y oficialmente, Chamín de Abaixo) es una aldea española de la localidad y parroquia de Chamín, del municipio de Arteijo, en la provincia de La Coruña, Galicia.

## Demografía
| Gráfica de evolución demográfica de Chamín de Abaixo entre 2001 y 2018 |
|                                                                        |
| Datos según el nomenclátor publicado por el INE.                       |